# Marquard (Wilten)

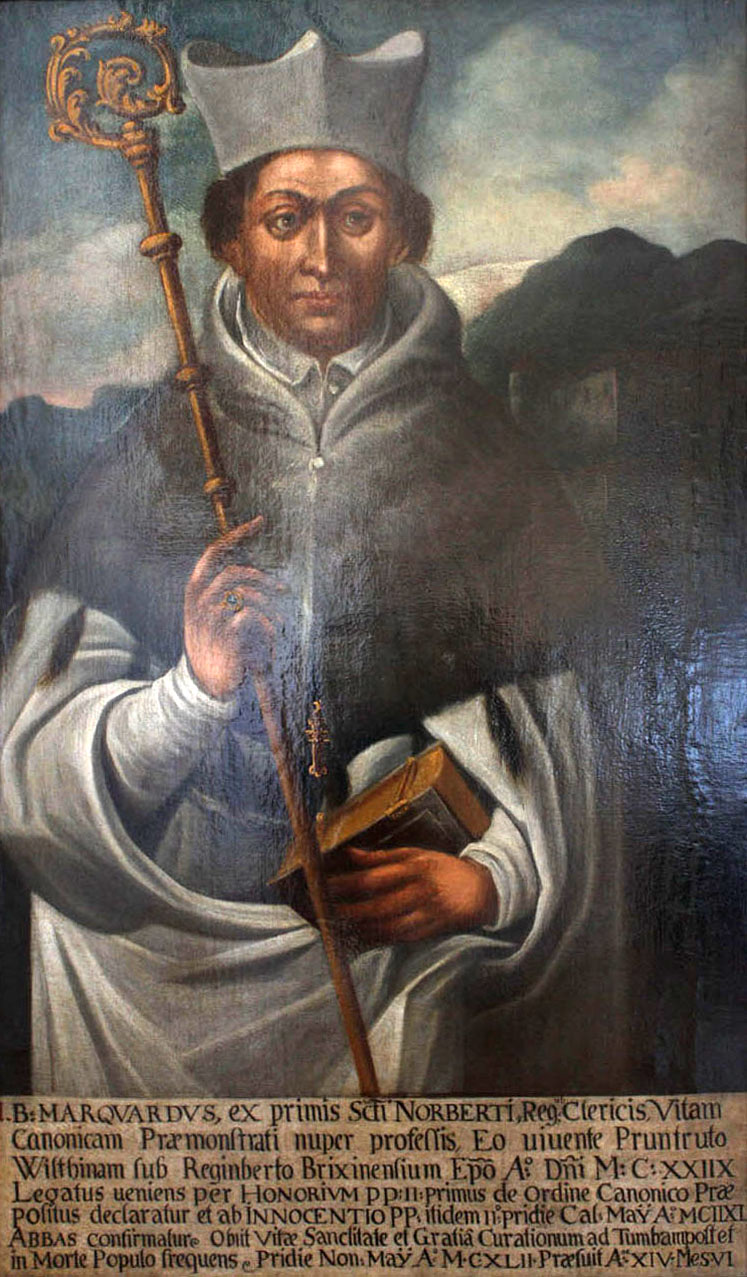
Abt Marquard, Ölgemälde um 1600

Marquard (* um 1100 in Pruntrut; † 6. Mai 1142 in Wilten) war der erste Abt des Stiftes Wilten in Tirol. Er wird in der katholischen Kirche als Seliger verehrt. Sein Gedenktag ist der 6. Mai.

## Leben
Der aus Pruntrut in der Schweiz stammende Marquard war Prämonstratenser im Kloster Rot an der Rot und ein Schüler des hl. Norbert. Von diesem wurde er der Überlieferung nach um das Jahr 1128 nach Wilten geschickt, um auf Wunsch Bischof Reginberts von Brixen ein schon bestehendes Kollegiatstift für den Prämonstratenserorden zu übernehmen. 1138 bestätigte Papst Innozenz II. die neue Besiedelung und Marquard als ersten Abt. Den Schwerpunkt von Marquards Wirken bildeten Seelsorge und Neuevangelisierung. Er starb am 6. Mai 1142 „im Rufe eines Seligen“. Sein Grab in der Wiltener Stiftskirche wurde vom Volk viel besucht und verehrt, auf Fürbitte des Verstorbenen und durch Berühren seiner Gebeine sollen Kranke geheilt worden sein. Seine Gebeine wurden bei Umbauarbeiten 1639 erhoben und zunächst in der Heilig-Kreuz-Kapelle beigesetzt. Seit dem Neubau der Stiftskirche 1651–1665 befinden sie sich in einem Schrein hinter dem Hochaltar.